# 農業生產力
农业生产力是指农业产出与投入的比率。 农业生产力通常以最终产出的市场价值来衡量。 农业生产力也可以用全要素生产率来衡量。这种计算方法将农业投入指数与产出指数进行比较。 农业生产力是粮食安全的重要组成部分。 